# Balatonalmádi kistérség

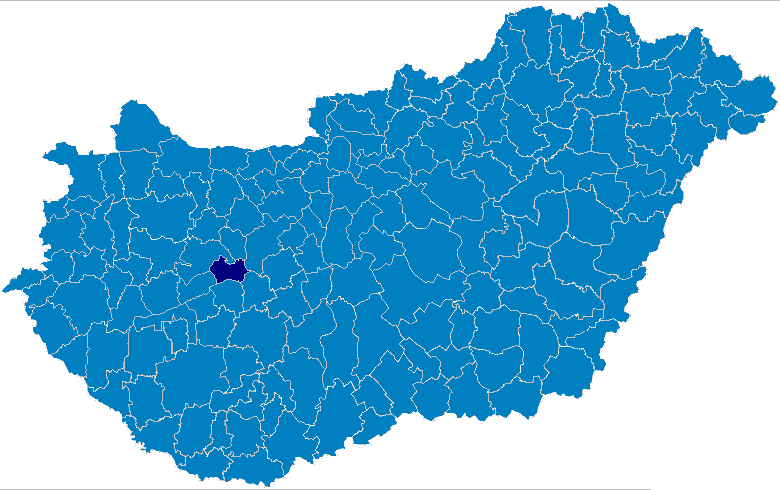
A Balatonalmádi kistérség

A Balatonalmádi (kelet-balatoni) kistérség egy kistérség volt Veszprém megyében, központja Balatonalmádi volt. Lakossága 27 443 fő.[mikor?] 2014-ben a többi kistérséggel együtt megszűnt.

## Települései
Adatok a KSH 2010. évi helységnévkönyve szerint, 2010. január 1.
| Település           | Népesség | Terület (km²) |
| ------------------- | -------- | ------------- |
| Balatonalmádi       | 9036     | 49,88         |
| Balatonfűzfő        | 4314     | 9,25          |
| Balatonkenese       | 3216     | 65,57         |
| Litér               | 2026     | 12,83         |
| Szentkirályszabadja | 2017     | 22,38         |
| Felsőörs            | 1558     | 17,24         |
| Alsóörs             | 1401     | 33,34         |
| Balatonfőkajár      | 1337     | 21,92         |
| Balatonvilágos      | 1186     | 29,21         |
| Csajág              | 831      | 22,37         |
| Küngös              | 521      | 9,40          |

## Története
- 2007-ben Lovas átkerült a Balatonfüredi kistérségbe.
- 2013-ban Balatonvilágos átkerült Somogy megyébe, a Siófoki kistérségbe.